# سوءجذب گوارشی گرمسیری
سوءجذب گوارشی گرمسیری یا  اسپروی گرمسیری(tropical sprue) نشانگان سوءجذبی گوارشی است که احتمالاً به دلیل کمبود تغذیه توأم با عفونت ایجاد می‌شود و به‌صورت بومی در کشورهای گرمسیری و نیمه‏‌گرمسیری وجود دارد و طی آن پرزهای روده باریک مسطح می‌شوند.

## نشانگان‌های سوءجذب
اکثر مواد مغذّی از طریق لایهٔ مخاطی روده باریک جذب و وارد جریان خون می‌شوند. در برخی بیماری‌ها مثل بیماری کرون ممکن است این لایه به شدت آسیب ببیند. در صورت آسیب دیدن لایهٔ مخاطی روده، جذب مواد مغذّی به حدی مختل می‌شود که معمولاً باعث ضعف و ناتوانی بیمار می‌شود. علت دیگر سوءجذب، کمبود آنزیمی مثل کمبود لاکتاز است که در آن آنزیم لاکتاز به‌وطور مادرزادی وجود ندارد. در بیماری سلیاک (سؤجذب مزمن)، روده به‌علت وجود گلوتن ملتهب می‌شود. برخی از بیماری‌های شدید کبد و لوزالمعده نیز از نتایج سوءجذب هستند.

## نشانه‌ها
اسهال، اسهال چرب، دردهای شکمی، کاهش وزن و خستگی از جمله نشانه‌های این بیماری هستند. معمولاً بیمار دچار کمبود ویتامین‌های A، B12، D، K، E و فولات می‌شود. سپس نشانه‌های این کمبودها، همچون کم‌خونی در این بیماران مشاهده می‌شود.
نشانه‌های سوءجذب، بسته به نقص خاص و مادهٔ مغذی‌ای که کمبود آن وجود دارد، متفاوت است. به‌طور معمول ناراحتی‌های شکمی، نفخ، پرگاری شکم، مدفوع چرب و بدبو، کاهش وزن، ضعف و خستگی وجود دارد. دستگاه گوارش این بیماران، چربی‌ها را عمدتاً جذب نمی‌کند. در نتیجه، بدن این بیماران با کمبود چهار ویتامین محلول در چربی (K، E، D، A) مواجه می‌شود. در برخی از این بیماران، کمبود ویتامین K منجر به افزایش خون‌ریزی می‌شود. کمبود ویتامین D نیز در این بیماران زیاد مشاهده می‌شود. کمبود ویتامین D قابلیت استفاده از کلسیم و منیزیم را کاهش می‌دهد. اختلال در جذب آهن، اسید فولیک و ویتامین B۱۲ منجر به کم‌خونی، ضعف و کاهش وزن این بیماران می‌شود.

## درمان
درمان با تتراسایکلین، کوتریموکسازول (برای سه تا شش ماه) و مکمل‌های ویتامین B12 و فولیک اسید است.
روش برخورد پزشک با سوءجذب بیمار، بستگی به علت زمینه‌ای دارد که باید از طریق آزمایش‌های خون و مدفوع و یا نمونه‌برداری از روده، تعیین گردد. درمان شرایط زمینه‌ای و پرکالری همراه با مکمل‌های ویتامین و مواد معدنی نیز اغلب توصیه می‌شود. در بیماری سلیاک باید با دفع زیاد از مواد عذائی حاوی گلوتن اجتناب کرد. در کمبود لاکتاز که حدود یک‌چهارم تمامی بزرگسالان به آن مبتلا می‌شوند، پرهیز از مصرف شیر و محصولات آن، سبب پیش‌گیری از اسهال و پرگازی شکم می‌شود. در سوءجذب مزمن مناطق استوائی، و بیماری ویپل (هر دو از طریق نمونه‌برداری از روده تشخیص داده می‌شوند) مصرف آنتی‌بیوتیک‌ها ممکن است تجویز شود. در بیماری‌های لوزالمعده، ممکن است بتوان با تجویز آنزیم‌های لوزالمعده، سوءجذب را بر طرف کرد.